# 땀 막땡
땀 막땡(라오어: ຕຳໝາກແຕງ)은 라오스를 비롯한 동남아시아에서 먹는 오이 샐러드이다. 더 잘 알려진 땀 막훙(풋파파야 샐러드)와 비슷하며, 파파야 대신 오이를 쓴다. 태국에서는 땀 땡(태국어: ตำแตง)으로 불린다.

## 이름
라오어 "땀 막땡(ຕຳໝາກແຕງ)"은 "빻다"라는 동사 "땀(ຕໍາ)"과 "오이 열매"를 뜻하는 "막땡(ໝາກແຕງ)"이 합쳐진 말이다. "막(ໝາກ)"이 "열매, 과일"을, "땡(ແຕງ)"이 "외"를 뜻한다. "땀"이 빻아 만든 샐러드를 가리키기도 하기 때문에, "땀 막땡"은 "빻아 만든 오이 샐러드"라는 뜻이다.

## 같이 보기
- 땀 막훙